# Коллективная идентичность
Коллективная идентичность — это общее чувство принадлежности к социальной группе.

## В социологии
В 1989 году Альберто Мелуччи опубликовал книгу «Кочевники настоящего», в которой представил свою модель коллективной идентичности, основанную на исследованиях общественных движений 1980-х годов. Мелуччи основывал свои идеи на трудах Алена Турена (1925-2023) и Алессандро Пиццорно (1924—2019), в частности, на их идеях об общественных движениях и коллективных действиях.
Альберто Мелуччи пишет: «Коллективная идентичность — это интерактивное и разделяемое определение, созданное несколькими людьми (или группами на более сложном уровне) и связанное с направленностью действия и областью возможностей и ограничений, в которой происходит действие». Для преодоления разрыва между формированием коллективных действий и мотивацией индивидов Мелуччи определяет промежуточный процесс, в котором индивиды признают, что они разделяют определённую общую ориентацию, и на этой основе решают действовать вместе.
В своей работе «Процесс коллективной идентичности» Мелуччи приводит доводы в пользу коллективной идентичности как полезного аналитического инструмента для объяснения социальных движений. Он касается не только процессов внутри коллективного действующего лица, таких как модели лидерства, идеологии или методы коммуникации, но и внешних отношений с союзниками и конкурентами. Он также заявляет, что коллективная идентичность может помочь лучше понять развитие современных коллективных действий, осуществляемых вне формальных организаций, на фоне быстрого развития социологических исследований. Кроме того, он считает коллективные группы систематическими коллективами, а не объектами идеологии или определённых простых наборов ценностей, которые могут противодействовать или поддерживать определённые группы. Данное утверждение может полностью изменить язык и природу анализа конфликтов.